# Смемо, Юханнес
Юханнес Смемо (норв. Johannes Smemo; 31 июля 1898, Рёрус, Шведско-норвежская уния — 7 марта 1973, Осло, Норвегия) — епископ лютеранской церкви Норвегии; епископ Осло (1951—1968), ранее — епископ Агдера (1947—1951).

## Биография
Родился 31 июля 1898 года Рёрусе в семье железнодорожного мастера Юна Смемо (John Smemo) и учительницы Марие Грютбак (Marie «Mali» Grytbak). Его детство прошло в Осене. Окончил «Fredly kristelige ungdomsskole» (Христианская начальная школа) в Бёрса. Будучи школьником, в 1914 (1915) году принял крещение. В 1916 году продолжил обучение в школе Волда (Норвегия), а в 1919 году посетил Тронхейм, где в Тронхеймской кафедральной школе сдал «Examen artium».
В 1924 году получил диплом кандидата богословия, окончив Норвежскую теологическую школу.
С 1925 по 1933 год служил помощником священника в Брагернесской церкви в Драммене, а с 1933 по 1934 год был приходским пастором в Сёр-Фруне.
В 1934 году был назначен ректором Норвежской теологической школы и занимал эту должность в годы Второй мировой войны. Также с 1938 по 1946 год был редактором лютеранской газеты «Luthersk Kirketidende». Он играл активную роль в руководстве движением сопротивления церкви во время оккупации Норвегии нацистской Германией. По этой причине, с 11 ноября 1944 по май 1945 года он был заключен в концлагерь Берга.
В 1946 году был избран для ординации во епископ Агдера, а в 1951 году назначен епископом диоцеза Осло. С 1954 по 1968 году возглавлял литургическую комиссию церкви Норвегии.
Как епископ Осло, он возглавлял в кафедральном соборе Осло траурные мероприятия в связи с кончиной принцессы Марты Шведской (1954) и короля Хокона VII (1957). В 1958 году участвовал в коронации короля Улафа V в Нидаросском соборе в Тронхейме.
В 1968 году вышел на покой. Скончался 7 марта 1973 года в Осло.
Имел степень доктора Honoris causa семинарии Лютера в Сент-Поле (Миннесота).

## Награды
- Командорская звезда ордена святого Олафа
- Командор I класса Ордена Полярной звезды
- Золотая Медаль «В память короля Хокона VII»